# Bonlieu-sur-Roubion
Bonlieu-sur-Roubion is een gemeente in het Franse departement Drôme (regio Auvergne-Rhône-Alpes) en telt 378 inwoners (1999). De plaats maakt deel uit van het arrondissement Nyons.

## Geografie
De oppervlakte van Bonlieu-sur-Roubion bedraagt 6,1 km², de bevolkingsdichtheid is 62,0 inwoners per km².
De Roubion stroomt door de gemeente.

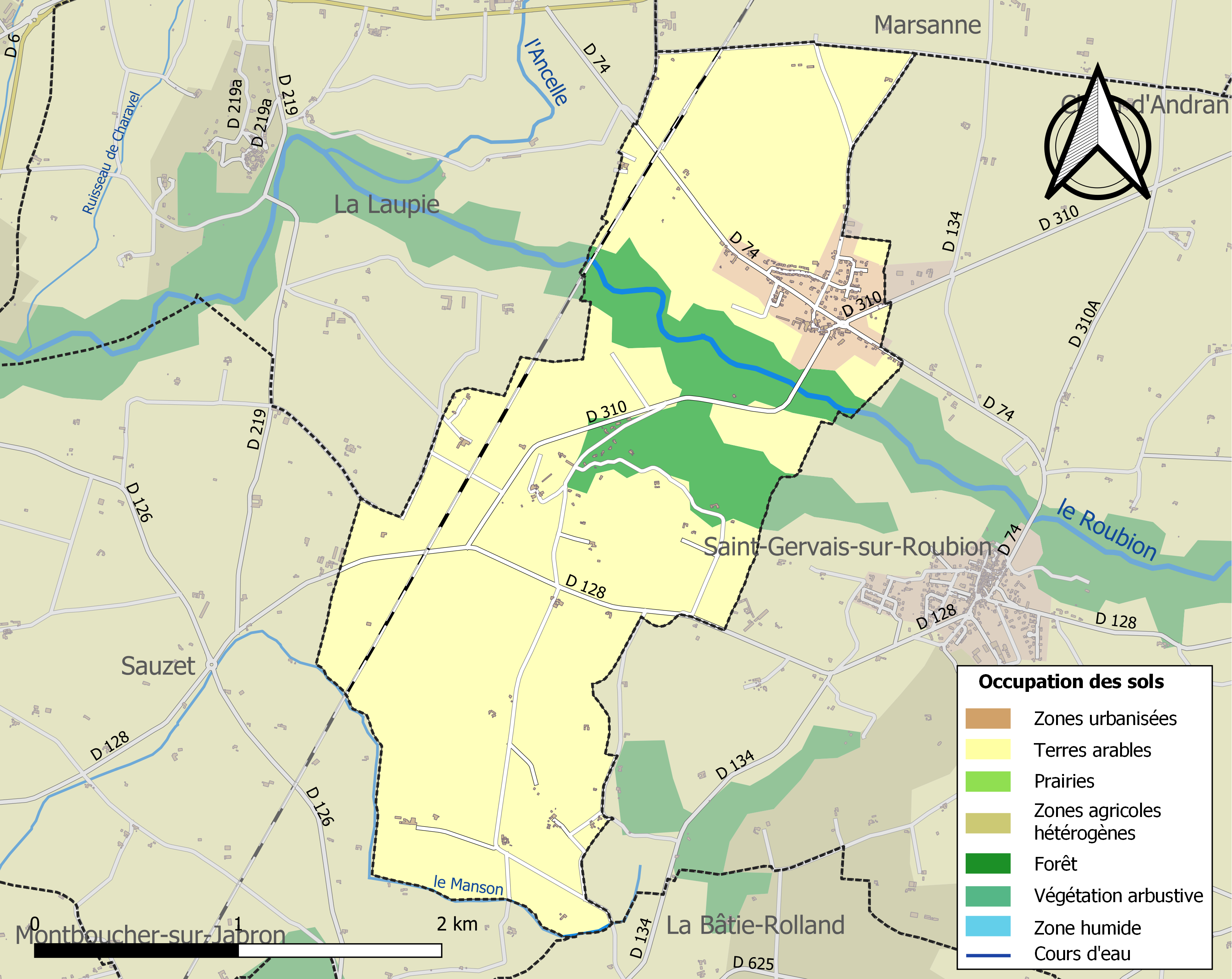
Kaart van de gemeente met belangrijkste infrastructuur, bodemgebruik en omliggende gemeenten

## Demografie
Onderstaande figuur toont het verloop van het inwonertal (bron: INSEE-tellingen).